# Blanioonops patellaris
Blanioonops patellaris är en spindelart som beskrevs av Simon och Fage 1922. Blanioonops patellaris ingår i släktet Blanioonops och familjen dansspindlar. Inga underarter finns listade.